# Herochroma elaearia
Herochroma elaearia là một loài bướm đêm trong họ Geometridae.